# Neal Edward Smith
Neal Edward Smith (ur. 23 marca 1920 w Hedrick, zm. 2 listopada 2021) – amerykański polityk, członek Partii Demokratycznej.

## Działalność polityczna
W okresie od 3 stycznia 1959 do 3 stycznia 1973 przez siedem kadencji był przedstawicielem 5. okręgu, a od 3 stycznia 1973 do 3 stycznia 1995 przez jedenaście kadencji przedstawicielem 4. okręgu wyborczego w stanie Iowa w Izbie Reprezentantów Stanów Zjednoczonych.